# 枕返し

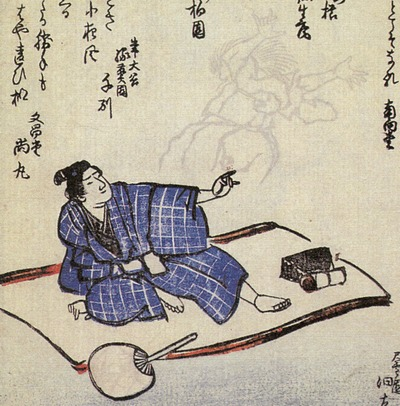
竜斎閑人正澄画『狂歌百物語』より「枕返シ」

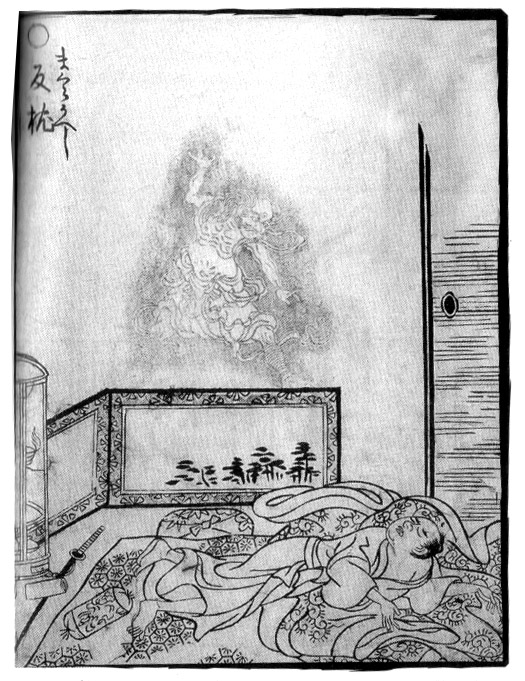
鳥山石燕『画図百鬼夜行』より「反枕」

鳥取県境港市・水木しげるロードに設置されている「枕返し」のブロンズ像。

枕返し、反枕（まくらがえし）とは、日本の妖怪の一つ。夜中に枕元にやってきて、枕をひっくり返す、または、頭と足の向きを変えるとされている。具体的な話は江戸時代・近代以後に多く見られ、その姿は子供、坊主であるともいわれるが、明確な外見は伝わっていない。江戸時代の妖怪画集『画図百鬼夜行』には小さな仁王のような姿で描かれている。

## 各地の伝承
妖怪と見なされるほか、その部屋で死んだ人間の霊が枕返しになるとも考えられていた。宿泊した大金を持った旅人（座頭、六部、薬売りなど、話される土地によって職業などは異なるがいずれも各地を移動する旅行者）をその家の者がだまして殺害し、金を奪ったところ、その旅人の霊が夜な夜な泊まった人の枕を動かしたという話などがある。
東北地方では、枕返しは座敷童子（ざしきわらし）の悪戯と言われることが多い。民話研究家・佐々木喜善の著書『遠野のザシキワラシとオシラサマ』によれば、枕を返されるほかにも、寝ている人が体を押しつけられたり、畳を持ち上げられたりし、周りには小さな足跡が残っていたという。同書によれば、岩手県九戸郡侍浜村（現・久慈市）南侍浜や下閉伊郡宮古町（現・宮古市）字向町のある家では不思議な柱があり、枕をその柱に向けて寝ると枕返しに遭い、とても眠れないという。
岩手県下閉伊郡小本村では、ある家で亡くなった人を棺に入れて座敷に置いておいたところ、火事で棺も畳も焼けてしまい、その後に畳を替えたにもかかわらず、その畳の上で寝た者は枕返しに遭うといわれた。この枕返しの正体は諸説あり、タヌキやサルの仕業ともいわれた。
群馬県吾妻郡東吾妻町でいう枕返しはネコが化けたものである火車（かしゃ）の仕業とされていて、東向きに寝ている人を西向きに変えたりするといわれる。
枕をひっくり返す童子姿の妖怪を枕小僧（まくらこぞう）と呼ぶ地方もある。静岡県磐田郡では枕小僧は身長約3尺（約90センチメートル）で、一人で寝ていると枕を返すなどの悪戯をするといわれる。

## 寺院での枕返し
特定の部屋や建築物の中で枕返しに遭うという話は、日本各地の寺院にいくつか見られる。
栃木県大田原市の大雄寺には、幽霊を描いた「枕返しの幽霊」と呼ばれる掛軸があり、これを掛けて眠ると、翌朝には枕の位置が変わっているといわれる。これは江戸時代中期に古抑園鴬居という絵師が描いたものだが、一説によれば病床の母を描いたもので、絵の完成直後に母が亡くなり、その後に絵を巡って様々な怪異が起きたため、供養のためにこの寺に納めたといういわれがある。香川県さぬき市の大窪寺では、寝ている間に枕元に枕小僧が立つと、体の自由がきかなくなるといい、その場所で寝ることを戒められている。
寺院での枕返しには、寺の本尊の霊験を物語るような例も見られる。栃木県栃木市大平町西山田の大中寺には「枕返しの間」という部屋がある。かつて旅人がこの部屋に泊まり、本尊に足を向けて寝たところ、翌朝には頭の方が本尊の方へ向いていたといい、大中寺の七不思議の一つに数えられている。美濃国小金田村（現・岐阜県関市）の白山寺という寺には「枕翻（まくらがえし）の観音」という観音菩薩がまつられており、その堂内にいるとなぜだかしきりに眠くなってしまい、仏前にもかかわらず居眠りをしてしまうが、この際に夢の中で枕が返ることが願いが成就するあかしなのだという。

## 人の命を奪う枕返し
単に悪戯をするだけでなく、枕返しが人間の命を奪うという伝承の例もある。
石川県金沢のある屋敷には美女の姿の枕返しが出たというが、その屋敷の草履取りが屋敷の前で枕返しに笑いかけられた途端に気を失い、そのまま死んでしまったという。
和歌山県日高郡のある村では、7人の木こりが小又川のそばのヒノキの大木を切ったところ、その夜に眠っている7人のもとに木の精が現れて枕を返し、7人とも死んでしまったという。おなじく和歌山に伝わる類話では、8人の木こりがモミの大木を切ろうとし、1日では切れないので途中でやめたところ、翌日には切り口が元通りになっていた。不思議に思ってその夜に木を見張っていると、木の精が現れて切り屑を切り口に詰めていた。そこで木こりたちは、木を切るときに屑をすべて焼き払うことで、ようやく切り終えた。するとその夜、木こりたちのもとに木の精たちが現れ、枕を返していった。一人の木こりは一心に般若心経を唱えていたところ、木の精たちは彼を信心深い者と見なして枕を返さずに帰って行った。翌朝、彼以外の7人はすべて息絶えていたという。

## 枕を返す意味
夢を見ている間は魂が肉体から抜け出ており、その間に枕を返すと魂が肉体に帰ることができないという信仰が古くは日本人の間にあったと考えられている。平安時代末期の歴史物語『大鏡』にも、藤原義孝が自分の死に際し、死後も必ずこの世に帰るために通常のしきたりのような葬儀をするなと遺言を残したにもかかわらず、枕の位置を北向きに直すなどして通常の葬儀が行われたため、蘇生することが叶わなかったとの記述がある。民俗学者・武田明は、枕には人間の生霊（いきりょう）が込められており、枕を返すことは寝ている人間を死に近づけることを意味するとしている。
民俗学者・宮田登は、かつての日本では、夢を見ることは一種の別世界へ行く手段と考えられており、夢を見るために箱枕（はこまくら）に睡眠作用のある香を焚き込むこともあった。そのために枕は別世界へ移動するための特別な道具、いわば異次元の交錯する境界とみなされており、眠っている間に枕をひっくり返されるという「まくらがえし」は、すべての秩序が逆転する異常な事態であることを示していたのではないかと考察している。
このような枕に対する民間信仰が、枕返しの伝承の元になっており、枕返しをされてしまうことは人間の肉体と魂が切り離されてしまう異常な事態であるとして恐れられていたが、徐々にその信仰が廃れるにつれ、枕返しは単なる悪戯と見なされるようになったと見られる。